# Metagenomika

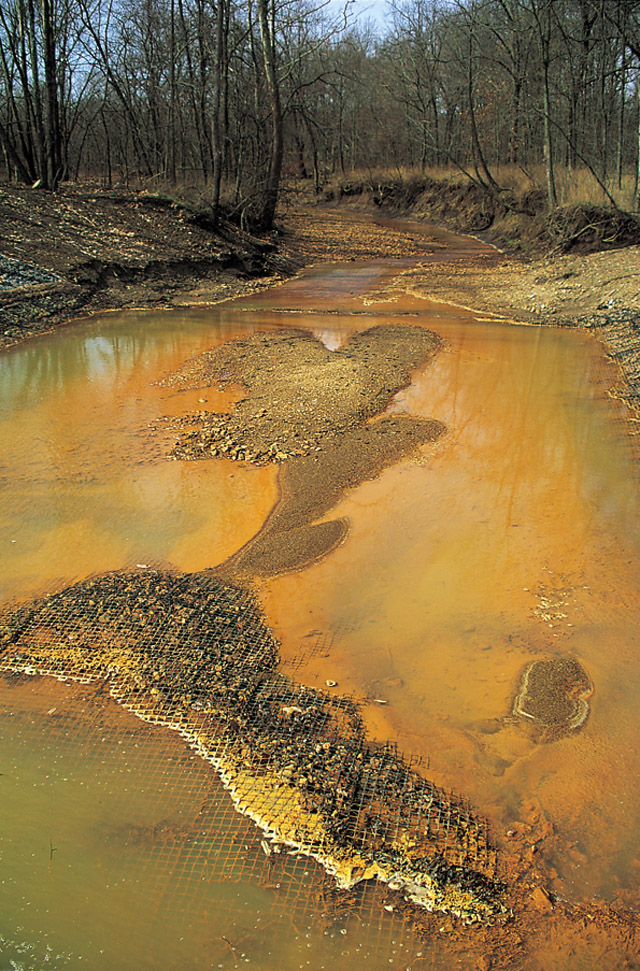
Metagenomika studuje sekvenováním DNA společenství mikroorganismů přítomných v libovolném prostředí. Na obrázku odpadová voda z povrchových dolů jako jedno z možných prostředí ke studiu.

Metagenomika studuje genetický materiál získaný z různých prostředí. Zatímco mikrobiologie, sekvenování DNA a genomika používají ke studiu kultivované vzorky mikroorganismů, ukázalo se,  že izolace organismů silně podhodnocuje skutečnou mikrobiální diversitu. Současné metagenomické studie používají sekvenování celkové DNA izolované ze studovaného prostředí. Protože metagenomika nachází nové sekvence DNA a jejich prostřednictvím dosud nepoznané druhy organismů, vytváří prostor pro nové objevy. S klesající cenou sekvenace DNA se metagenomické postupy aplikují na nové oblasti.
Vývoj metagenomiky podpořily doklady o tom, že dosud nekultivované mikroorganismy představují převládající organismy ve většině prostředí na Zemi. Důkazem jsou analýzy genových sekvencí ribozomální DNA přímo v prostředí. Jde o přístup, který není závislý na kultivaci a který vedl k objevu ohromujících nových vazeb mikrobiálního světa.

## Postup
DNA je získaná ze vzorku např. půdy, vody, mořské vody, z obsahu předžaludku přežvýkavců apod. DNA je osekvenována shotgun metodou tedy bez výběrů specifické oblasti v DNA. Nejčastěji sekvenování probíhá formou 2x150 bp, 2x250 bp nebo 2x300 bp na sekvenátorech druhé generace nebo pro zisk delších úseků DNA (tisíce až miliony bp) na sekvenátorech třetí generace. Po osekvenování se tyto krátké úseky sekvencí skládají dohromady pomocí hledání sekvenčních překryvů a rozdílného zastoupení sekvencí v jednotlivých vzorcích.

###### Algoritmy pro skládání metagenomu:
- MEGAHIT[5]
- metaSPAdes[6]

Úspěšnost skládání závisí na komplexitě a diverzitě vzorku. Po seskládání jsou k dispozici dlouhé úseky DNA (tisíce až stovky tisíc bp) představující jednotlivé genomy přítomných organizmů (bakterií, virů, hub a jiných eukaryot) rozlámané na fragmenty. Na těchto fragmentech jde hledat funkční geny např. pomocí online databáze MG-RAST a tím zjišťovat genový potenciál přítomných organizmů.
Existují přístupy, které tyto dlouhé fragmenty DNA seskupují do taxonomických skupin podle frekvence k-merů a rozdílného zastoupení fragmentů ve vzorcích (tzv. binning). Tyto taxonomické skupiny poté představují jednotlivé genomy, nazývané MAGy (Metagenome Assembled Genomes). Nejčastěji se skládají genomy bakteriální. Dochází také k průlomu ve skládání genomů houbových, kde je situace ztížena přítomností repetitivních oblastí a intronů. Genomy nejsou úplné, ale lze takto získat bakteriální druhy bez nutnosti jejich kultivace.

###### Algoritmy pro skládání bakteriálních MAGs:
- MaxBin (Wu et al., 2014)[8]
- MetaBAT 2 (Kang et al., 2019)[9]
- CONCOCT (Alneberg et al., 2014)[10]
- Anvi’o (Eren et al., 2015)[11]
- DAS Tool (Sieber et al., 2018)[12] – software, který kombinuje několik algoritmů dohromady

## Význam binningu
Tento přístup binningu aplikovaný na volně dostupná metagenomická data z různých prostředí (půda, voda, trávicí systém,...) pomohl identifikovat 52 515 nových bakteriálních a archeálních genomů a rozšířil tak dosud známou diverzitu těchto mikroorganizmů o 44%.